# حصر الغازات الدفيئة

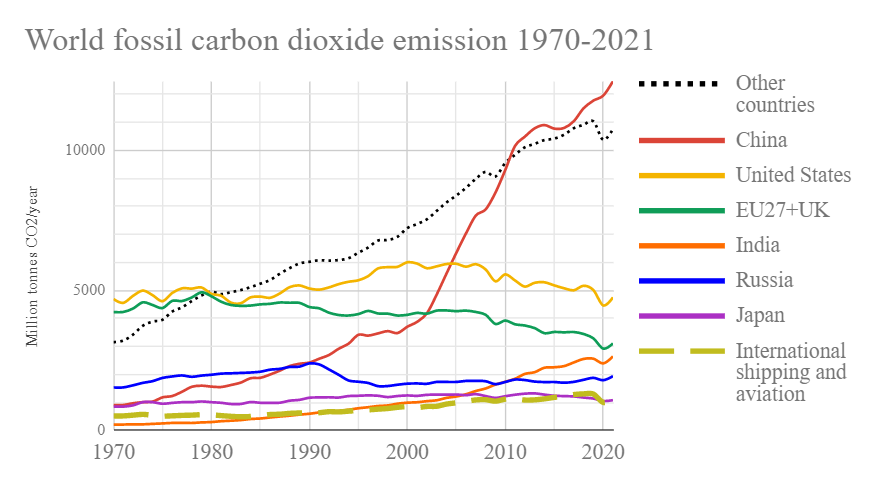
أكثر الدول الباعثة لغاز ثاني أوكسيد الكربون الناتج عن الوقود الأحفوري.

قوائم حصر غازات الدفيئة، قوائم حصر لانبعاثات الغازات الدفيئة التي طُورت لعدة أسباب. يستخدم العلماء قوائم حصر الانبعاثات الطبيعية وبشرية المنشأ (من صنع الإنسان) كأدوات عند تطوير نماذج الغلاف الجوي. يستخدم صانعو السياسات قوائم الحصر لتطوير استراتيجيات وسياسات لخفض الانبعاثات ولتتبع التقدم المحرز في تلك السياسات. تعتمد الوكالات والشركات التنظيمية أيضًا على قوائم الحصر لإنشاء سجلات امتثال لمعدلات الانبعاثات المسموح بها. تستخدم الشركات والجمهور ومجموعات المصالح الأخرى قوائم الحصر لفهم مصادر الانبعاثات واتجاهاتها بشكل أفضل.
لا تشمل قوائم حصر غازات الدفيئة- على عكس بعض قوائم حصر الانبعاثات الجوية الأخرى- الانبعاثات من فئات المصادر فقط، إذ تشمل أيضًا عمليات الإزالة بواسطة مصرّفات الكربون. يشار إلى عمليات الإزالة هذه عادةً بمصطلح عزل الكربون.
تستخدم قوائم حصر غازات الدفيئة قيم إمكانية حدوث الاحتباس الحراري، لدمج انبعاثات غازات الدفيئة المختلفة في قيمة مرجحة واحدة للانبعاثات.
تتضمن بعض الأمثلة الرئيسية لقوائم حصر غازات الدفيئة ما يلي:
- يُطلب من جميع البلدان المدرجة في المرفق الأول الإبلاغ عن الانبعاثات والمصرّفات السنوية لغازات الدفيئة بموجب اتفاقية الأمم المتحدة الإطارية بشأن التغير المناخي (UNFCCC).
- يُطلب من الحكومات الوطنية التي هي أطراف في اتفاقية الأمم المتحدة الإطارية بشأن التغير المناخي و/أو اتفاقية كيوتو تقديم قوائم حصر سنوية لجميع انبعاثات غازات الدفيئة بشرية المنشأ من المصادر، وعمليات الإزالة من المصرّفات.
- تتضمن اتفاقية كيوتو متطلبات إضافية لأنظمة الحصر الوطنية، والإبلاغ عن قوائم الحصر، واستعراض الحصر السنوي لتحديد الامتثال للمادتين 5 و8 من الاتفاقية.
- يعِدّ مطورو المشاريع في إطار آلية التنمية النظيفة لاتفاقية كيوتو، قوائم حصر كجزء من أساسيات مشاريعهم.
- تهدف الجهود العلمية إلى فهم تفاصيل إجمالي صافي تبادل الكربون. مثل مشروع فولكان، وهو مشروع جرد أمريكي شامل لانبعاثات غازات الدفيئة الناتجة عن الوقود الأحفوري.

## حساب انبعاثات غازات الدفيئة
حساب انبعاثات غازات الدفيئة، قياس كمية غازات الدفيئة المنبعثة خلال فترة زمنية معينة من قبل كيان سياسي، وعادة ما يكون بلدًا، أو منطقة أو مدينة في بعض الأحيان. تستخدم مثل هذه التدابير في العلوم المناخية وسياسات المناخ.
تتوفر طريقتان رئيسيتان متعارضتان لقياس انبعاثات غازات الدفيئة: القائمة على الإنتاج (المعروفة أيضًا بالإقليمية)، والقائمة على الاستهلاك. تُعرِّف الهيئة الحكومية الدولية المعنية بالتغير المناخي الانبعاثات القائمة على الإنتاج بأنها تلك التي «ضمن الأراضي الوطنية والمناطق البحرية التي تتمتع البلاد بسلطة عليها». تأخذ الانبعاثات القائمة على الاستهلاك في الاعتبار آثار التجارة، بما في ذلك الانبعاثات من الاستهلاك النهائي المحلي وتلك الناجمة عن إنتاج الواردات. يعدّ حساب الانبعاثات القائمة على الاستهلاك من منظور تجاري، عملية معاكسة لحساب الانبعاثات القائمة على الإنتاج، والتي تشمل الصادرات وتستبعد الواردات.
يمكن أن يؤثر اختيار طرق الحساب بشكل كبير على عملية صنع السياسات، إذ يمكن أن يؤدي كل مقياس إلى نتيجة مختلفة تمامًا. يمكن أن يؤدي اختلاف قيم الجرد الوطني لانبعاثات غازات الدفيئة، إلى اختيار بلد ما أنشطة مختلفة لتخفيف أقصى من آثار التغير المناخي، مع الإشارة إلى الضرر الذي يسببه الاختيار الخاطئ المستند إلى معلومات خاطئة.
يُفضل حاليًا تطبيق حساب الانبعاثات القائمة على الإنتاج في سياق السياسة، إذ يسهل قياسها، رغم تفضيل الكثير من المؤلفات العلمية للحساب القائم على الاستهلاك. انتُقدت الطريقة السابقة في الأدبيات العلمية بشكل أساسي لعدم قدرتها على تخصيص الانبعاثات الواردة في التجارة/النقل الدولية واحتمال تسرب الكربون.
انضمت جميع دول العالم تقريبًا إلى اتفاقية باريس، التي تتطلب منها تقديم قوائم حصر منتظمة قائمة على الإنتاج لانبعاثات غازات الدفيئة، إلى اتفاقية الأمم المتحدة الإطارية بشأن التغير المناخي، من أجل تتبع تحقيق كل البلدان للمساهمات المحددة وطنيًا وسياسات المناخ، وكذلك سياسات المناخ الإقليمية مثل مخطط تداول حقوق إطلاق الانبعاثات في الاتحاد الأوروبي، والتقدم العالمي في الحد من ظاهرة الاحتباس الحراري. تستمر عملية حصر انبعاثات غازات الدفيئة في تركيا رغم أنها ليست طرفًا في اتفاقية باريس، بموجب اتفاقية سابقة لاتفاقية الأمم المتحدة الإطارية بشأن التغير المناخي.